# احتكام إلى الفقر

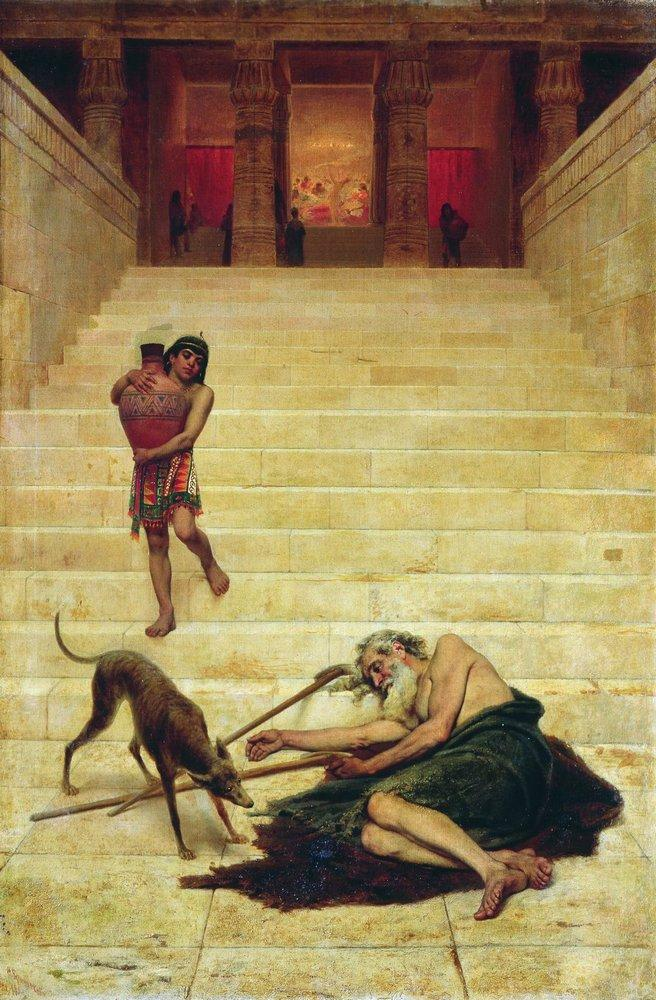

مغالطة الاحتكام إلى الفقر (في الإنجليزية: Appeal To Poverty، وفي اللاتينية: Argumentum Ad Lazarum)، وهي مغالطة غير صورية تقتضي الاعتقاد بصحة شيء فقط لأن من يدعيه شخص فقير، أو الاعتقاد بعدم صحة هذا الشيء فقط لأنّ من يدعيه غني. استوحي الاسم اليوناني من قصة لعازر والغني؛ وهي حكاية من العهد الجديد يتلقى فيها الفقير المعدم لعازر مكافأته في الحياة الآخرة.
تُستَخدم هذه المغالطة شعبيًا في جمل مثل: «فقير، ولكنه صادق»، والعكس منها هو مغالطة الاحتكام إلى الغنى (في الإنجليزية: Appeal To Wealth، وفي اللاتينية: Argumentum Ad Crumenam). تدعم الأدلة التجريبية الاحتكام إلى الفقر؛ وجدت دراسة أجراها في عام 2017 كل من إيغور غروسمان وجوستين برينزا بجامعة واترلو في كندا ميل الفقراء والطبقة العاملة الأكبر لإظهار نوعًا من «الحكمة» يُعرَّف بأنه القدرة على النظر في وجهات النظر المتعارضة، وإيجاد الحل الوسطي الذي ينزع فتيل الخلاف بين الأشخاص، الأمر غير المتواجد لدى الطبقات الاجتماعية والاقتصادية الأعلى.
قد يتواجد في بعض الأحيان ميلًا لمقارنة إفراط وجشع وفساد الأغنياء مع بساطة الفقراء وفضيلتهم وتواضعهم. وهذا قد يؤدي إلى نشوء حجج ترتكب مغالطة الاحتكام إلى الفقر.
بطبيعة الحال، لا يثبت فقر الشخص الذي يحمل وجهة نظر معينة ما أن هذه النظرة صحيحة؛ حتى الفقراء يمكن أن يخطئوا في بعض الأحيان في معتقداتهم.

## أمثلة
- تعاني المزارع العائلية لقضاء حاجاتها، لذا عندما يقولون إننا بحاجة إلى حمايتهم، فلا بُدَّ أن يكونوا محقّين.
- يخبرنا المشردون أنّ العثور على سكن ليس بالأمر السهل، لذا لا بُدَّ أن يكون كذلك حقًّا.
- تخلى الرهبان عن جميع الممتلكات المادية، لذا لا بُدَّ أنَّهم قد حققوا التنوير.
- كل ما تحتاج معرفته عن الحرب الأهلية في ذلك البلد هو أنّ المتمردين يعيشون في أكواخٍ طينيةٍ، بينما يجلس الجنرال الذي يرسل قواته ضدهم في مكتبٍ فاخرٍ ومكيف.
- تحترم الطبقات العاملة الروابط الأسرية والمجتمعية، لذا احترام العلاقات الأسرية والمجتمعية أمر فاضل.

هذه الحجج هي احتكام إلى الفقر لأنها تأخذ العلاقة بين الموقف والفقر كدليل على صلاح هذا الموقف. ومع ذلك، لا توجد بالضرورة علاقة بين الفقر وبين صحة أمر ما مرتبط بالفقر، وبالتالي فإن الحجة خاطئة أو مغلوطة.